# Iglesia de San Cosme y San Damián (Moscú)
La iglesia de San Cosme y San Damián (en ruso, Церковь Космы и Дамиана в Старых Панех), es una iglesia ortodoxa rusa, cuya advocación recuerda a los conocidos mártires cristianos del siglo IV, se encuentra en Kitay-gorod,  Moscú, Rusia. Desde 1508 la zona fue sede de la misión diplomática de Polonia, desde entonces este lugar se llamó Pany o Stary Pany. La iglesia se construyó en piedra desde 1564, aunque hubo una anterior en madera de 1462.